# Fantaghirò (filmová série)
Princezna Fantaghiró někdy pojmenováno Jeskyně Zlaté růže (italsky: Fantaghirò) je série pěti italských koprodukčních fantasy filmů, které byly natáčené v letech 1991–1996 v Československu. Celý příběh se odehrává v pohádkovém světě princezen, čarodějnic, čarodějů, mluvících zvířat a dalších nadpřirozených bytostí. V těchto filmech si ve vedlejších rolích zahráli i mnozí čeští herci.

## Děj
Hlavní postavou celé série je princezna Fantaghirò (Alessandra Martines), nejmladší králova dcera, která je známá svojí chytrostí, dobrodružnou povahou, neposlušností, vzpurností a uměním číst. Vše jmenované bylo v jejím království pro ženy zakázané a Fantaghirò tak svého otce krále a své dvě starší sestry doháněla k šílenství. Dokonce si nechala ostříhat své dlouhé vlasy, aby vypadala jako mladý muž a mohla se vydat za dobrodružstvím.
V prvním díle si jako malé děvče i přes svůj nízký věk vždy dokázala prosadit svou a předčila své starší sestry po všech stránkách. Byla prostořeká, tvrdohlavá a nikdy neutíkala před soubojem. Na druhou stranu ale byla vždy dobrotivá a přátelská vůči jakýmkoliv bytostem, kromě těch, které ubližovaly jí nebo těm, na kterých jí záleželo. Díky jejím dobrodružným činům si její rodina později zvykla na to, jaká je.
Fantaghirò se zamilovala do Romualda (Kim Rossi Stuart), otcova dávného nepřítele. Ten se do ní zamiloval, když ji před lety viděl v lese, a byl jí přímo posedlý. Pak byl velice překvapen, když ji potkal znovu převlečenou za rytíře, se kterým měl bojovat. Tehdy zjistil, že je princeznou z království, se kterým je jeho rod již celá staletí ve válce.
Ve druhém díle se měli Romualdo a Fantaghirò brát, ale svatební obřad byl narušen zlou Temnou čarodějnicí, která unesla otce Fantaghirò. Romualdo se pak stal obětí kouzel Temné čarodějnice, která ho očarovala, aby se do ní zamiloval a zapomněl na Fantaghiró. Nakonec se mu ale díky Fantaghirò a Bílé čarodějnici paměť vrátila.
Ve třetím dílu se Fantaghiró musela postavit zlému čaroději Tarabasovi, který se dozvěděl, že jej má přemoci dítě z královské krve, kterému ještě není ani deset let. Nechal proto unést děti ze všech královských rodin v okolí. Romualdo se účinkem zlého kouzla na skoro celý film proměnil v sochu, avšak byl zase díky Fantaghirò z kouzla vysvobozen a oba se pak konečně vzali. Spolu adoptovali osiřelou malou princeznu Smeraldu.
Ve čtvrtém dílu, kde místo Kima Rossiho Stuarta hrál Romualda Serventi Longhi, byl Romualdo zaklet do ošklivé obludy Fiodora. Fantaghiró se za pomoci Tarabase, který se v předchozím dílu z lásky k ní zřekl zla, vydala bojovat proti čaroději Darkenovi, který unesl Romualda a sužoval celou zemi. Darken byl nakonec poražen a Romualdo získal zpět svou původní podobu.
V posledním pátém dílu byla Fantaghiró přenesena do jiné reality bez možnosti návratu a musela se postavit zloduchovi, který požírá děti.

## Obsazení
| Alessandra Martines                | Fantaghiró        |
| Kim Rossi Stuart                   | Romualdo          |
| Brigitte Nielsen                   | Temná čarodějnice |
| Nicholas Rogers                    | Tarabas           |
| Ursula Andress                     | Xellesia          |
| Ángela Molina                      | Bílá čarodějnice  |
| Horst Buchholz                     | Darken            |
| Mario Adorf                        | král              |
| Barbora Kodetová, Ornella Marcucci | Kateřina          |
| Kateřina Brožová                   | Karolína          |
| Tomáš Valík                        | Ivaldo            |
| Anna Geislerová                    | Královna elfů     |
| Karel Roden                        | Zlatoočko         |

## Díly
- Princezna Fantaghirò
- Princezna Fantaghirò 2
- Princezna Fantaghirò 3
- Princezna Fantaghirò 4
- Princezna Fantaghirò 5
- Princezna Fantaghirò 6 - projekt byl pro malý úspěch pátého dílu zrušen

Jednotlivé díly byly kvůli své délce pro vysílání každý rozdělen na dvě části, celkem se tedy seriál skládá z 10 částí v pěti dílech.
Na motivy všech filmů byl pak roku 1999 ve Španělsku natočen i šestadvacetidílný kreslený seriál Princezna Fantaghirò.